# هیچ‌کس امشب در جنگل نمی‌خوابد
هیچ‌کس امشب در جنگل نمی‌خوابد (به لهستانی: W lesie dziś nie zaśnie nikt) یک فیلم اسلشر محصول ۲۰۲۰ لهستان است. در این فیلم بازیگرانی چون یولیا وینیاوا و ویکتوریا گونشیفسکا به ایفای نقش پرداختند.